# العلاقات الباهاماسية السورينامية
العلاقات الباهاماسية السورينامية هي العلاقات الثنائية التي تجمع بين باهاماس وسورينام.

## مقارنة بين البلدين
هذه مقارنة عامة ومرجعية للدولتين:
| وجه المقارنة                                              | باهاماس      | سورينام                        |
| --------------------------------------------------------- | ------------ | ------------------------------ |
| المساحة (كم2)                                             | 13.88 ألف    | 163.27 ألف                     |
| عدد السكان (نسمة)                                         | 395.36 ألف   | 563.40 ألف                     |
| الكثافة السكانية (ن./كم²)                                 | 28.48        | 3.45                           |
| العاصمة                                                   | ناساو        | باراماريبو                     |
| اللغة الرسمية                                             | لغة إنجليزية | اللغة الهولندية                |
| العملة                                                    | دولار بهامي  | دولار سورينامي، غيلدر سورينامي |
| الناتج المحلي الإجمالي (بليون دولار)                      | 12.16 مليار  | 3.32 مليار                     |
| الناتج المحلي الإجمالي (تعادل القوة الشرائية) بليون دولار | 8.92 مليار   | 9.07 مليار                     |
| الناتج المحلي الإجمالي الاسمي للفرد دولار أمريكي          | 22.82 ألف    | 9.48 ألف                       |
| الناتج المحلي الإجمالي للفرد دولار أمريكي                 |              | 16.64 ألف                      |
| مؤشر التنمية البشرية                                      | 0.790        | 0.714                          |
| رمز المكالمات الدولي                                      | +1242        | +597                           |
| رمز الإنترنت                                              | .bs          | .sr                            |
| المنطقة الزمنية                                           | 00           | 00                             |

## منظمات دولية مشتركة
يشترك البلدان في عضوية مجموعة من المنظمات الدولية، منها:
| علم المنظمة | اسم المنظمة                                                          | تاريخ انضمام باهاماس | تاريخ انضمام سورينام |
| ----------- | -------------------------------------------------------------------- | -------------------- | -------------------- |
|             | الجماعة الكاريبية                                                    | 4 يوليو 1983         | 4 يوليو 1995         |
|             | يونسكو                                                               | 23 أبريل 1981        | 16 يوليو 1976        |
|             | وكالة ضمان الاستثمار متعدد الأطراف                                   | 4 أكتوبر 1994        | 2 يوليو 2003         |
|             | الأمم المتحدة                                                        | 18 سبتمبر 1973       | 4 ديسمبر 1975        |
|             | مجموعة دول أفريقيا والكاريبي والمحيط الهادئ                          | ?                    | ?                    |
|             | وكالة حظر الأسلحة النووية في أمريكا اللاتينية ومنطقة البحر الكاريبي ‏ | ?                    | ?                    |
|             | الاتحاد البريدي العالمي                                              | ?                    | ?                    |
|             | البنك الدولي للإنشاء والتعمير                                        | 21 أغسطس 1973        | 27 يونيو 1978        |
|             | بنك التنمية الكاريبي ‏                                                | ?                    | ?                    |
|             | الاتحاد الدولي للاتصالات                                             | 19 أغسطس 1974        | 15 يوليو 1976        |
|             | منظمة حظر الأسلحة الكيميائية                                         | ?                    | ?                    |
|             | مؤسسة التمويل الدولية                                                | 8 ديسمبر 1986        | 1 سبتمبر 2011        |
|             | تحالف الدول الجزرية الصغيرة                                          | ?                    | ?                    |
|             | منظمة الشرطة الجنائية الدولية                                        | ?                    | ?                    |

## وصلات خارجية
- موقع وزارة الخارجية السورينامية